# Bremsnitz
Bremsnitz est une commune allemande de l'arrondissement de Saale-Holzland, Land de Thuringe.

## Géographie
La commune s'étend le long de la vallée de la Fuchshügel.
| Meusebach            | Rattelsdorf | Weißbach  |
| Stanau               | Bremsnitz   | Karlsdorf |
| Neustadt an der Orla |             | Triptis   |

## Histoire
Bremsnitz est mentionné pour la première fois en 1358.

## Source de la traduction
- (de) Cet article est partiellement ou en totalité issu de l’article de Wikipédia en allemand intitulé « Bremsnitz » (voir la liste des auteurs).